# توم كوركوران
توم كوركوران (بالإنجليزية: Tom Corcoran)‏ هو سياسي أمريكي، ولد في 23 مايو 1939 في أوتاوا في الولايات المتحدة. حزبياً، نشط في الحزب الجمهوري. وقد انتخب عضو مجلس النواب الأمريكي.